# 八木柊一郎
八木 柊一郎（やぎ しゅういちろう、1928年12月20日 - 2004年6月14日）は神奈川県出身の劇作家である。本名は八木伸一。旧制山形高等学校中退。

## 人物
旧制高等学校在学中に同人誌の作品を発表し、1955年に文学座公演「三人の盗賊」で劇作家デビューとなった。それ以降、数々の新劇、商業演劇の脚本を発表した。60年安保の際には木下順二、宮本研らと劇作家グループに参加。1962年、「波止場乞食と六人の息子たち」「コンベアーは止まらない」で第8回岸田國士戯曲賞受賞。1970年、「空巣」で芸術祭優秀賞受賞。
劇作家としてはいち早く、1960年代からテレビドラマ脚本へ進出。他にミュージカル脚本や、舞台の演出家としても活躍した。1970年代からは、小島信夫の小説を原作とする『抱擁家族』をはじめ、家や家族の崩壊を題材にした作品を多く発表した。
2004年、直腸癌のため75歳で死去。

## 代表作品

### 舞台
- 「波止場乞食と六人の息子たち」
- 「コンベアーは止まらない」
- 「空巣」
- 「国境のある家」

ほか

### テレビドラマ
- 嫌い!好き!!（1966年 - 1967年、日本テレビ）
- 火曜サスペンス劇場「松本清張の指」（1982年、日本テレビ）

### 映画
- 男嫌い (1964年)

## 受賞
- 第8回岸田國士戯曲賞（1962年）
- 芸術祭優秀賞（1970年）
- 紀伊国屋演劇賞個人賞（1987年）
- 湯浅芳子賞（1995年）
- 芸術選奨文部大臣賞（1996年）